# Hear ’n Aid
Hear ’n Aid — благотворительный музыкальный альбом в помощь голодающим Африки, вышедший в 1986 году. Диск записан 20—21 мая 1985 года в рамках проекта Hear ’n Aid.

## История записи
После участия в 48-часовом благотворительном шоу Radiothon (Радио[мара]фон), прошедшем на радиостанции KLOS, Джимми Бэйн и Вивиан Кэмпбелл отметили, что тяжёлая музыка, особенно популярная в середине 1980-х годов, никак не представлена на международной благотворительной сцене. На волне успеха благотворительных записей мега-групп Band Aid («Do They Know It’s Christmas?») и USA for Africa («We Are the World») аналогичный хеви-метал-проект не мог остаться незамеченным. Бэйн и Кэмпбелл предложили идею Ронни Джеймсу Дио, также участвовавшему в «Радиомарафоне», и вопрос о проекте был ими решён.
Из интервью Ронни Джеймса Дио (о словах Джимми Бэйна и Вивиана Кэмпбелла):
 «Давайте находить людей которые играют так же, как мы, и предлагать им участие в проекте. Все доходы от „Звёзд“ пойдут в кампанию помощи голодающим. Если всё сработает, то будет великолепно. И давайте надеяться, что джунгли не растут позади нас на пути, который мы мостим».
Трое музыкантов вместе написали специально для проекта песню «Stars» (Звёзды), предназначенную для исполнения несколькими десятками ведущих представителей тяжёлой сцены.
В мае 1985 года 40 музыкантов прибыли в Голливуд, где с 20 по 21 мая была осуществлена запись песни «Stars». Кроме того, для проекта некоторыми музыкантами и группами были представлены свои ранее сделанные записи.
Вскоре после записи «Stars» была выпущена синглом (12"-сингл содержал также интервью участников проекта), но полномасштабный релиз, в связи со спорами между различными фирмами звукозаписи, имевшими права на сочинения музыкантов, состоялся только 1 января 1986 года. Впоследствии альбом был переиздан на CD.
В рамках проекта, кроме собственно аудиозаписей, были выпущены видео, различные аксессуары и одежда с логотипом проекта. В течение года проект собрал около 1 миллиона долларов США.

## Релизы в рамках проекта
- Hear ’n Aid — «We’re Stars» (7"-сингл)
- Hear ’n Aid — «We’re Stars» (12"-сингл)
- Hear ’n Aid — (LP)
- Hear ’n Aid — The Sessions (видео)
- Hear ’n Aid — толстовка
- Hear ’n Aid — свитер с фотографией
- Hear ’n Aid — футболка
- Hear ’n Aid — бандана
- Hear ’n Aid — официальный постер
- Hear ’n Aid — значок

## Список композиций
1. Hear ’n Aid — «Stars» (7:18)
2. Accept — «Up to the Limit» (live) (5:05)
3. Motörhead — «On the Road» (live) (4:57)
4. Rush — «Distant Early Warning» (live) (5:09)
5. Kiss — «Heaven’s on Fire» (live) (4:24)
6. Джими Хендрикс — «Can You See Me» (2:29)
7. Dio — «Hungry for Heaven» (live) (4:47)
8. Y&T — «Go for the Throat» (4:35)
9. Scorpions — «The Zoo» (live) (6:15)

«Stars» продюсирована и аранжирована Ронни Джеймсом Дио.
Авторы: Джимми Бэйн, Вивиан Кэмпбелл и Ронни Джеймс Дио.
Песня записана 20-21 мая 1985 года на A&M Records Studios.
Отредактирована и микширована на Rumbo Recorders.
Сведена Greg Fulginiti на Artisan Sound.
Исполнительные продюсеры: Michael Brokaw & Bas Hartong.

## Участники
| Вокал - Эрик Блум (Blue Öyster Cult) - Ронни Джеймс Дио (Dio) - Дон Доккен (Dokken) - Кевин Дуброу (Quiet Riot) - Роб Хэлфорд (Judas Priest) - Дэйв Меникетти (Y&T) - Пол Шортино (Rough Cutt) - Джефф Тэйт (Queensrÿche) | Бэк-вокал - Томми Олдридж (Ozzy Osbourne) - Дэйв Элфорд (Rough Cutt) - Кармайн Аппис (Vanilla Fudge/King Kobra) - Винни Апписи (Dio) - Джимми Бэйн (Dio) - Фрэнки Банали (Quiet Riot) - Мик Браун (Dokken) - Вивиан Кэмпбелл (Dio) - Карлос Кавазо (Quiet Riot) - Амир Дерак (Rough Cutt) - Бак Дхарма (Blue Öyster Cult) - Брэд Гиллис (Night Ranger) - Крэйг Голди (Giuffria) - Крис Хэгер (Rough Cutt) - Крис Холмс (W.A.S.P.) - Блэки Лолесс (W.A.S.P.) - Джордж Линч (Dokken) - Ингви Мальмстин - Мик Марс (Mötley Crüe) - Майкл Маккин (David St. Hubbins of Spinal Tap) - Дэйв Мюррей (Iron Maiden) - Винс Нил (Mötley Crüe) - Тед Ньюджент - Эдди Охеда (Twisted Sister) - Джефф Пилсон (Dokken) - Руди Сарзо (Quiet Riot) - Клод Шнел (Dio) - Нил Шон (Journey) - Гарри Ширер (Derek Smalls of Spinal Tap) - Марк Штейн (Vanilla Fudge) - Мэтт Тор (Rough Cutt) - Адриан Вандерберг (Whitesnake) | Соло-гитара - Вивиан Кэмпбелл (Dio) - Карлос Кавазо (Quiet Riot) - Бак Дхарма (Blue Öyster Cult) - Брэд Гиллис (Night Ranger) - Крэйг Голди (Giuffria) - Джордж Линч (Dokken) - Ингви Мальмстин - Эдди Охеда (Twisted Sister) - Нил Шон (Journey) Ритм-гитара - Дэйв Мюррей (Iron Maiden) - Эдриан Смит (Iron Maiden) Бас-гитара - Джимми Бэйн (Dio) Ударные - Винни Апписи (Dio) - Фрэнки Банали (Quiet Riot) Клавишные - Клод Шнел (Dio) |